# Tour della nazionale maschile di rugby a 15 delle Tonga 1968
La nazionale tongana di "rugby a 15" nel 1968 si reca in tour nelle Isole Figi. Il bilancio dei test ufficiali sarà di due sconfitte ed una vittoria nei test match.

## Risultati
| Suva 13 agosto 1968 | Rewa | 6 – 6 | Tonga XV | Buckhurst Park |

| Suva 17 agosto 1968 | Figi       | 6 – 8 | Tonga | Buckhurst Park (7.000 spett.) |
| \| \| \| \| \| mete: Nacolai , Raikuna \| Marcatori \| mete: Fotu trasf.: Sika c.p.: Sika \| \| 15 Watile Tuinagiagia 14 Suliasi Nacolai, 11 Amenatave Gutugutuwai 13 Ropate Qalo, 12 Samu Naqelevuki 10 Jone Raikuna, 9 Semesa Sacere 8 Timoci Tukaitabua, 7 Timoci Tukaitabua, 6 Meli Kurisaru 5 Nasivi Ravouvou, 4 Jope Nacabalavu 3 Moritikei Nabuta, 2 Apisalome Turagacoko, 1 Isoa Volavola sostituti: Peniasi Nasalo, Asaeli Batibasaga Seru Naitau, Taito Rauluni \| Formazioni \| 15 Kalani Hafoka 14 Kei Iongi, 11 Panuve Faka'ua 13 Sione Sika, 12 Tali Latukefu 10 Tali Kavapalu, 9 Freddie Muller 8 Viliami Alipate, 7 Kimpu Inoke, 6 Supileo Fotu 5 Sele Latukefu (c), 4 Fetu'ulele Mailangi 3 Foua Moala, 2 Sione Tavo, 1 Viliami Pahulu \| |            | |       |                               |
| |            | |       |                               |
| mete: Nacolai , Raikuna | Marcatori  | mete: Fotu trasf.: Sika c.p.: Sika |       |                               |
| 15 Watile Tuinagiagia 14 Suliasi Nacolai, 11 Amenatave Gutugutuwai 13 Ropate Qalo, 12 Samu Naqelevuki 10 Jone Raikuna, 9 Semesa Sacere 8 Timoci Tukaitabua, 7 Timoci Tukaitabua, 6 Meli Kurisaru 5 Nasivi Ravouvou, 4 Jope Nacabalavu 3 Moritikei Nabuta, 2 Apisalome Turagacoko, 1 Isoa Volavola sostituti: Peniasi Nasalo, Asaeli Batibasaga Seru Naitau, Taito Rauluni | Formazioni | 15 Kalani Hafoka 14 Kei Iongi, 11 Panuve Faka'ua 13 Sione Sika, 12 Tali Latukefu 10 Tali Kavapalu, 9 Freddie Muller 8 Viliami Alipate, 7 Kimpu Inoke, 6 Supileo Fotu 5 Sele Latukefu (c), 4 Fetu'ulele Mailangi 3 Foua Moala, 2 Sione Tavo, 1 Viliami Pahulu |       |                               |

| Nadi 20 agosto 1968 | Nadi | 12 – 10 | Tonga XV |  |

| Lautoka 24 agosto 1968 | Figi       | 12 – 10 | Tonga | Churchill Park (5.000 spett.) |
| \| \| \| \| \| mete: Batibasaga, Naitau c.p.: Batibasaga, Nasova \| Marcatori \| mete: Fotu, Hafoka trasf.: < Sika 2 \| \| 15 Josateki Nasova 14 Suliasi Nacolai, 11 Asaeli Batibasaga 13 Samu Naqelevuki, 12 Pio Tikoisuva 10 Jone Raikuna, 9 Jese Mucunabitu 8 Timoci Tukaitabua, 7 Peniasi Nasalo, 6 Meli Kurisaru 5 Nasivi Ravouvou, 4 Jope Nacabalavu 3 Moritikei Nabuta, 2 Isoa Volavola, 1 Jona Qoro Narisia sostituti: Seru Naitau, \| Formazioni \| 15 Kalani Hafoka 14 Kei Iongi, 11 Panuve Faka'ua 13 Sione Sika, 12 Tali Latukefu 10 Tali Kavapalu, 9 Freddie Muller 8 Viliami Alipate, 7 Kimpu Inoke, 6 Supileo Fotu 5 Sele Latukefu (c), 4 Fetu'ulele Mailangi 3 Foua Moala, 2 Viliami Pahulu, 1 Sione Tavo \| |            | |       |                               |
| |            | |       |                               |
| mete: Batibasaga, Naitau c.p.: Batibasaga, Nasova | Marcatori  | mete: Fotu, Hafoka trasf.: < Sika 2 |       |                               |
| 15 Josateki Nasova 14 Suliasi Nacolai, 11 Asaeli Batibasaga 13 Samu Naqelevuki, 12 Pio Tikoisuva 10 Jone Raikuna, 9 Jese Mucunabitu 8 Timoci Tukaitabua, 7 Peniasi Nasalo, 6 Meli Kurisaru 5 Nasivi Ravouvou, 4 Jope Nacabalavu 3 Moritikei Nabuta, 2 Isoa Volavola, 1 Jona Qoro Narisia sostituti: Seru Naitau, | Formazioni | 15 Kalani Hafoka 14 Kei Iongi, 11 Panuve Faka'ua 13 Sione Sika, 12 Tali Latukefu 10 Tali Kavapalu, 9 Freddie Muller 8 Viliami Alipate, 7 Kimpu Inoke, 6 Supileo Fotu 5 Sele Latukefu (c), 4 Fetu'ulele Mailangi 3 Foua Moala, 2 Viliami Pahulu, 1 Sione Tavo |       |                               |

| Lautoka 27 agosto 1968 | Lautoka | 14 – 14 | Tonga XV |  |

| Suva 31 agosto 1968 | Suva | 3 – 12 | Tonga XV |  |

| Sigatoka 3 settembre 1968 | Nadroga | 3 – 24 | Tonga XV |  |

| Suva 7 settembre 1968 | Figi       | 13 – 9 | Tonga | Buckhurst Park (8.000 spett.) |
| \| \| \| \| \| mete: Batibasaga, Tukaitabua trasf.: Nasalo 2 c.p.: Nasalo \| Marcatori \| mete: Kavapalu, Mailangi c.p.: Sika \| \| 15 Josateki Nasova 14 Asaeli Batibasaga, 11 Sefanaia Ratu 13 Samu Naqelevuki, 12 Pio Tikoisuva 10 Jone Raikuna, 9 Jese Mucunabitu 8 Sela Toga, 7 Timoci Tukaitabua, 6 Peniasi Nasalo 5 Jope Nacabalavu, 4 Seru Naitau 3 Moritikei Nabuta, 2 Isoa Volavola, 1 Jona Qoro Narisia sostituti: Meli Kurisaru, Apisalome Turagacoko Semesa Sikivou, Taito Rauluni Naibuka, \| Formazioni \| 15 Kalani Hafoka 14 Sione Sika, 11 Kei Iongi 13 Tali Latukefu, 12 Panuve Faka'ua 10 Tali Kavapalu, 9 Freddie Muller 8 Viliami Alipate, 7 Supileo Fotu, 6 Kimpu Inoke 5 Sele Latukefu (c), 4 Fetu'ulele Mailangi 3 Sione Tavo, 2 Viliami Pahulu, 1 Foua Moala sostituti: Molou Filimoehala, Taniela Tonga \| |            | |       |                               |
| |            | |       |                               |
| mete: Batibasaga, Tukaitabua trasf.: Nasalo 2 c.p.: Nasalo | Marcatori  | mete: Kavapalu, Mailangi c.p.: Sika |       |                               |
| 15 Josateki Nasova 14 Asaeli Batibasaga, 11 Sefanaia Ratu 13 Samu Naqelevuki, 12 Pio Tikoisuva 10 Jone Raikuna, 9 Jese Mucunabitu 8 Sela Toga, 7 Timoci Tukaitabua, 6 Peniasi Nasalo 5 Jope Nacabalavu, 4 Seru Naitau 3 Moritikei Nabuta, 2 Isoa Volavola, 1 Jona Qoro Narisia sostituti: Meli Kurisaru, Apisalome Turagacoko Semesa Sikivou, Taito Rauluni Naibuka, | Formazioni | 15 Kalani Hafoka 14 Sione Sika, 11 Kei Iongi 13 Tali Latukefu, 12 Panuve Faka'ua 10 Tali Kavapalu, 9 Freddie Muller 8 Viliami Alipate, 7 Supileo Fotu, 6 Kimpu Inoke 5 Sele Latukefu (c), 4 Fetu'ulele Mailangi 3 Sione Tavo, 2 Viliami Pahulu, 1 Foua Moala sostituti: Molou Filimoehala, Taniela Tonga |       |                               |